# Argia rectangula
Argia rectangula är en trollsländeart som beskrevs av Luisa Eugenia Navas 1920. Argia rectangula ingår i släktet Argia och familjen dammflicksländor. Inga underarter finns listade i Catalogue of Life.